# Hermann Zimmermann (Bauingenieur)

Hermann Zimmermann, 1907

Hermann Zimmermann (* 17. Dezember 1845 in Langensalza; † 3. April 1935 in Berlin; vollständiger Name: August Ernst Hermann Zimmermann) war ein deutscher Bauingenieur und preußischer Baubeamter.

## Jugend
Zimmermann wurde am 17. Dezember 1845 im Haus Herrenstraße 9 in Langensalza als Sohn eines Arztes geboren. Seine Familie siedelte 1852 nach Mühlhausen/Thüringen über, wo er das Gymnasium besuchte. Nach Abbruch der gymnasialen Laufbahn (Latein und Griechisch schreckten ihn ab) erwog er 1862 zunächst einen Eintritt in die Preußische Marine, stattdessen fuhr er bis 1868 auf verschiedenen Handelsschiffen und kam dabei bis nach Afrika und Ostindien. Seine seemännische Ausbildung schloss er 1867 mit dem Erwerb des Steuermannspatents 1. Klasse mit Auszeichnung in Hamburg ab. 1868 leistete er seinen Militärdienst als Einjährig-Freiwilliger bei der Marine des Norddeutschen Bundes.

## Studium
1869 änderte Zimmermann im Alter von 24 Jahren seine beruflichen Ziele und begann ein Studium des Ingenieurwesens an der Polytechnischen Hochschule Karlsruhe, wo er zu den begabtesten Schülern von Franz Grashof gehörte. Ein weiterer Lehrer war Hermann Sternberg. Sein Studium wurde durch die Teilnahme als Soldat am Deutsch-Französischen Krieg 1870/71 unterbrochen. Da die Technischen Hochschulen in Deutschland zu dieser Zeit noch nicht das Promotionsrecht besaßen, legte Zimmermann seine wissenschaftliche Arbeit über Kontakt-Kinematik 1874 als Dissertation an der Universität Leipzig vor und wurde dort zum Doktor der Philosophie (Dr. phil.) promoviert. Obwohl sich Zimmermann im Laufe des Studiums mehr auf das Bauingenieurwesen konzentriert hatte, schloss er im Jahr 1875 sein Studium in Karlsruhe mit einer auf das gesamte Ingenieurwesen ausgerichteten, deshalb besonders schweren und nur von wenigen Studenten abgelegten Prüfung ab, für die er ein Diplom der Hochschule erhielt.

## Straßburg (1875–1881)

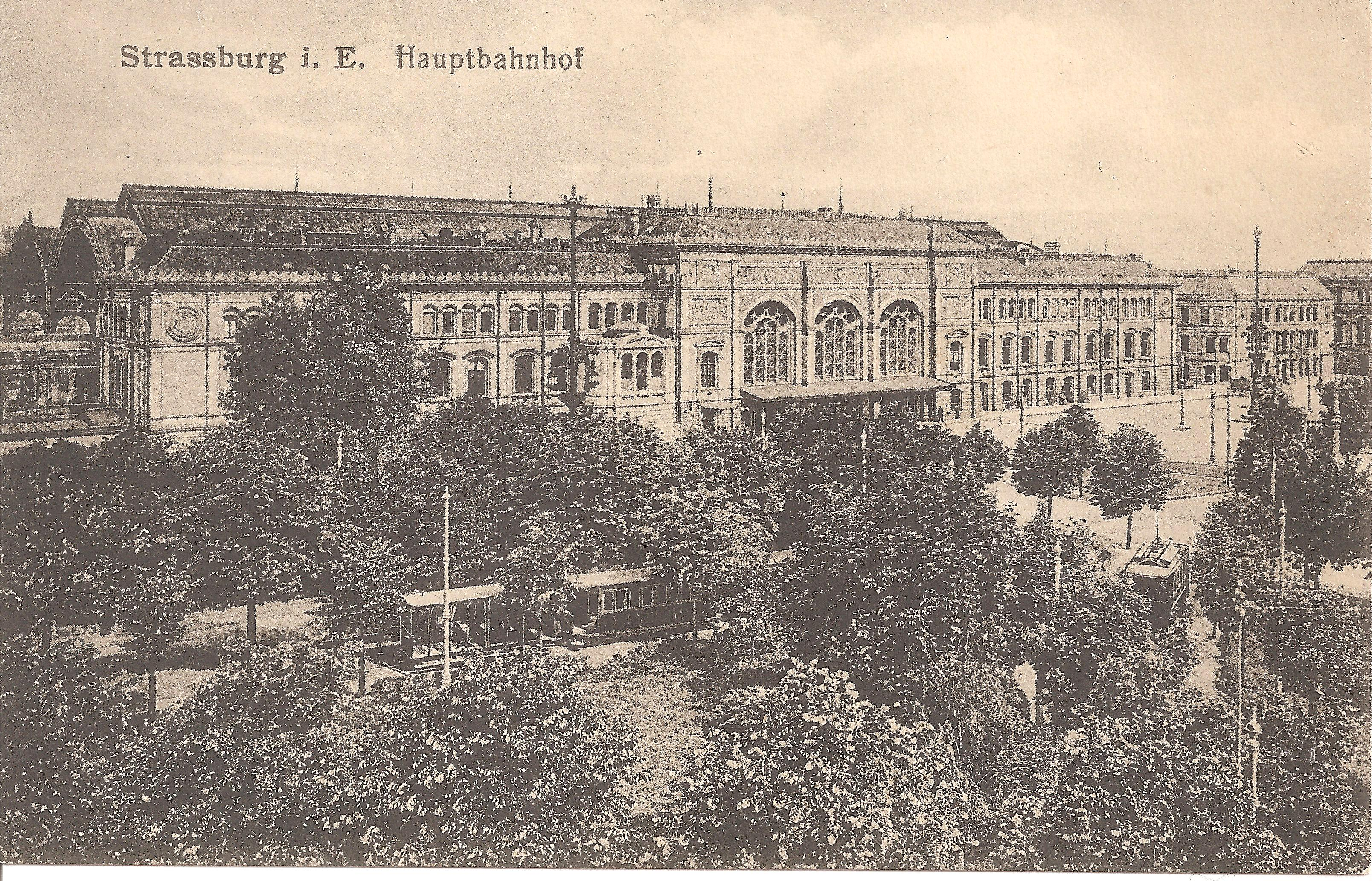
Straßburger Hauptbahnhof

Auf Empfehlung seines Hochschullehrers Hermann Sternberg (1825–1885) erhielt er zunächst eine Anstellung bei der Kaiserlichen Generaldirektion der Eisenbahnen in Elsaß-Lothringen in Straßburg. Um sich eine Karriere als Baubeamter im Staatsdienst offen zu halten, holte Zimmermann 1878 am Straßburger Lyzeum das Abitur nach, das wiederum formale Voraussetzung für das ebenfalls nachgeholte 1. Staatsexamen an der Karlsruher Hochschule war. Danach arbeitete er weitere drei Jahre in Straßburg, und zwar als Sektionsbaumeister beim Bau des neuen Straßburger Hauptbahnhofs (1878–1881). Nebenbei war er 1878 an der Konstruktion der Drehkuppeln mit Uhrwerkantrieb für die Straßburger Sternwarte beteiligt, womit er die Aufmerksamkeit des hochrangigen preußischen Baubeamten Albert Kinel in Berlin erregte.

## Berlin (ab 1881)
Vermutlich durch Einflussnahme von Kinel wurde Hermann Zimmermann 1881 an das Reichseisenbahnamt in Berlin berufen; zunächst bekleidete er die untergeordnete Position eines ständigen Hilfsarbeiters. In dieser Zeit verfasste er wissenschaftliche Werke, in denen er sich mit dem Eisenbahn-Oberbau und mit Schwingungen von Trägern mit bewegten Lasten beschäftigte. Auch hier fand ein außerhalb seiner dienstlichen Tätigkeit entstandener konstruktiver Entwurf große Beachtung, nach dem 1888 die große Kuppel über dem Sitzungssaal des Reichstagsgebäudes in Berlin trotz statischer Probleme ausgeführt werden konnte. Der Architekt des Reichstags Paul Wallot war an der Aufgabe zuvor gescheitert.
1891 wurde Zimmermann in das preußische Ministerium der öffentlichen Arbeiten in Berlin berufen, wo er zunächst zum Geheimen Baurat und vortragenden Rat ernannt wurde. 1895 erhielt er die Beförderung zum Geheimen Oberbaurat und 1905 zum Wirklichen Geheimen Oberbaurat. Damit wurde er 1891 als Nachfolger von Johann Wilhelm Schwedler zum obersten preußischen Baubeamten. In Zimmermanns Zuständigkeit fielen Brücken und Bahnsteighallen im gesamten Netz der Preußischen Staatsbahn; außerdem war er beim Bau des Reichsgerichtsgebäudes in Leipzig beratend tätig und schlug eine Konstruktion für die Kuppel des Neuen Rathauses in Hannover vor.
Bereits 1891 berief die Preußische Akademie des Bauwesens Zimmermann als außerordentliches Mitglied, 1901 wurde er zum ordentlichen Mitglied. Im Jahr 1904 wurde er Mitglied der Preußischen Akademie der Wissenschaften, als zweiter Ingenieur nach Heinrich Müller-Breslau.
Trotz guter Gesundheit und ohne den Zwang der erst 1923 eingeführten Altersgrenze für Beamte ließ er sich bereits 1911 – kurz nach seinem 65. Geburtstag – in den Ruhestand versetzen, widmete sich aber weiterhin verschiedenen Ehrenämtern.
Sein Buch über Eisenbahn-Oberbau von 1888 diente bis in die 1960er Jahre als Grundlage für die Berechnung von Spannungen im Gleisbett und Eisenbahnschwellen und -schienen. Ab 1886 befasste er sich mit dem Knickproblem, einem seiner Hauptforschungsgebiete. Seine Erfahrungen mit Raumfachwerken wie der Reichstagskuppel veröffentlichte er 1901 in einem Buch über Raumfachwerke.

## Privates

Zimmermann auf Ballonfahrt

Hermann Zimmermann heiratete 1875 seine aus Darmstadt stammende Braut Clara Lambert († 1923). Sie hatten zwei Söhne und zwei Töchter. Zum Zeitpunkt seines 80. Geburtstags hatte er zehn Enkel. Über diese Nachkommen ist nur bekannt, dass der älteste Sohn in den 1920er Jahren als Chemieingenieur in Spanien arbeitete.
Zimmermann befasste sich außerdienstlich auch mit der Luftschifffahrt.  Für seine Verdienste auf diesem Gebiet und seine in der Praxis bewiesenen Fähigkeiten als Ballonfahrer wurde er zum Ehrenmitglied des Berliner Vereins für Luftschiffahrt ernannt. Er war gut bekannt mit Ferdinand von Zeppelin, den er beim Bau von Luftschiffhallen beriet und auf mindestens einer Luftfahrt begleitete.
Einen sportlichen Ausgleich zu seinen umfangreichen dienstlichen und ehrenamtlichen Tätigkeiten fand Zimmermann im Bergsteigen, 1905 bestieg er im Alter von beinahe sechzig Jahren den Mont Blanc, und selbst mit zweiundachtzig Jahren war er noch rüstig genug für eine Bergtour in die Pyrenäen. In höherem Alter beschäftigte er sich erstmals mit Musik, ließ sich eine Bassklarinette nach eigenen Vorstellungen anfertigen und spielte bald Werke von Haydn und anderen Klassikern. Vor seinem Tod erblindete er langsam.

## Auszeichnungen
Nachdem die Technischen Hochschulen 1900 das Recht auf Promotion und Ehrenpromotion erhalten hatten, verlieh die Karlsruher Hochschule ihrem renommierten Absolventen Hermann Zimmermann 1901 die Ehrendoktorwürde als Dr.-Ing. E.h. Unter den zahlreichen weiteren Ehrungen und Auszeichnungen ragt die von 1894 bis heute nur rund 100 Mal verliehene, nach seinem Karlsruher Lehrer benannte Grashof-Denkmünze heraus, die er 1924 vom Verein Deutscher Ingenieure (VDI) bekam.

## Schriften (Auswahl)
- Über den Sicherheitsgrad der Baukonstruktionen, insbesondere der auf Knicken beanspruchten Körper. In: Centralblatt der Bauverwaltung. Nr. 23, 1886, S. 217–219, 225–227, 243–245 (zlb.de).
- Die relative Bewegung sich berührender Rotationsflächen. In: Zeitschrift für Mathematik und Physik, 19. Jahrgang, Leipzig, 1874, S. 242–258. uni-goettingen.de
- Die Berechnung des Eisenbahnoberbaus. Ernst & Sohn, 1888.
- Die Schwingungen eines Trägers mit bewegter Last. Ernst & Sohn, 1896
- Über den Erddruck auf Stützmauern. In: Centralblatt der Bauverwaltung. Nr. 14, 1896, S. 150–153, 354 (zlb.de).
- Über Raumfachwerke, neue Formen und Berechnungsweisen für Kuppeln und sonstige Dachbauten. Ernst & Sohn, 1901.
- Das Raumfachwerk der Kuppel des Reichstagshauses. In: Centralblatt der Bauverwaltung. Nr. 33, 1901, S. 201–203, 209–214 (zlb.de).
- Die Lehre vom Knicken auf neuer Grundlage. Ernst & Sohn, 1930
- Ein kleines Abenteuer in den Pyrenäen. Abdruck aus den Mitteilungen der Sektion Berlin des Alpenvereins, 1929